# Gnesioceros sargassicola
Gnesioceros sargassicola är en plattmaskart. Gnesioceros sargassicola ingår i släktet Gnesioceros och familjen Planoceridae. Inga underarter finns listade i Catalogue of Life.